# سوغرو

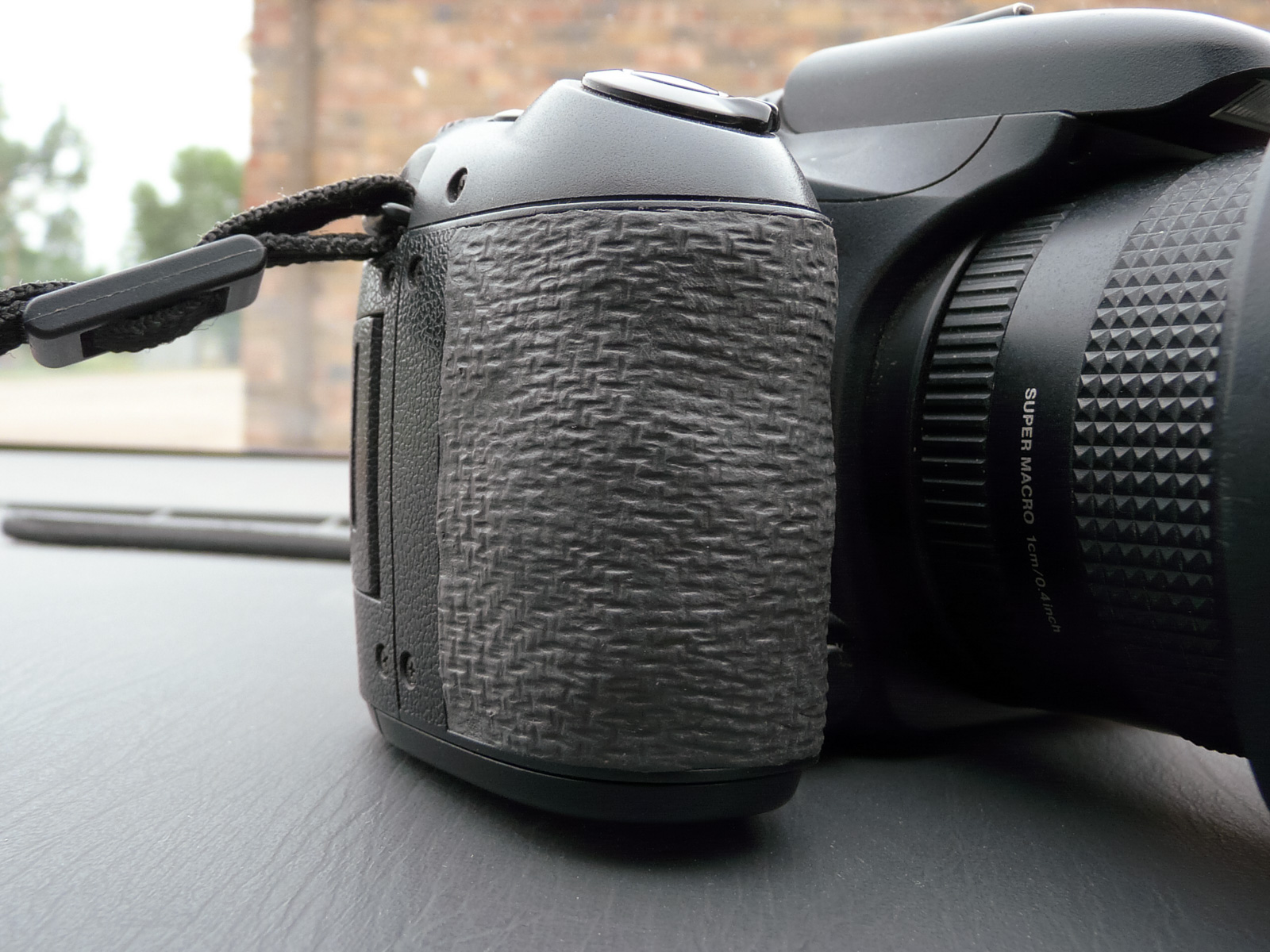
استخدم Sugru لإصلاح قبضة تالفة لكاميرا

سوغرو (بالإنجليزية: Sugru)‏ هي مادة متعددة الاستعمالات، مصنوعة من مادة مطاط السليكون، وتُعد براءة اختراع، وتشبه إلى حد كبير طين الصلصال.

## خصائص

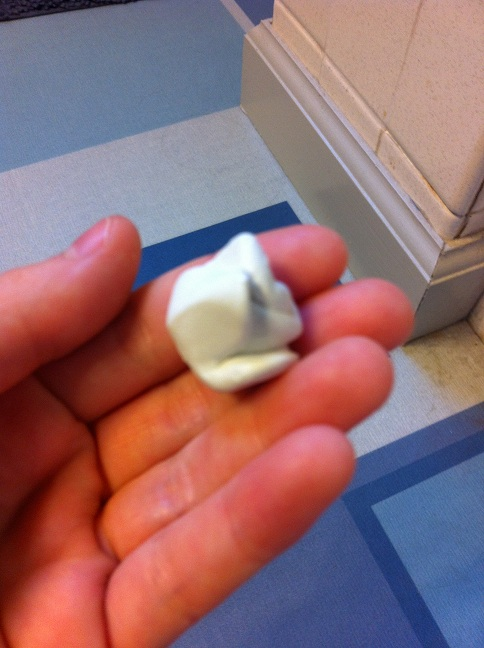

سوغرو هي مادة مرنة عندما تزال من حافظتها المحكمة الإغلاق والتي هي عازلة للرطوبة، تحتفظ بليونتها لمدة أقصاها 30 دقيقة، وتصبح جاهزة للاستخدام بعد مرور 24 ساعة، هذه المادة تلتصق ب الألومنيوم، الفولاذ، النحاس، السيراميك، الزجاج، النسيج، النحاس، الجلود، الخشب الرقائقي، وغيرها من المواد بما في ذلك المواد البلاستيكية. عندما تنشف تمتلك خاصية المرونة، وهي مقاومة للمياه ومادة عازلة حراريا مع درجة حرارة تتراوح بين -50 خدمة و180 درجة مئوية. ولكنها ليست مقاومة للمذيبات العضوية مثل الكحول. كانت الإصدارات الأولى من المنتج لديها مدة صلاحية قصيرة، إلا أنه اعتبارا من عام 2014 أُعلن أن لها عمر يصل إلى 13 شهرا من تاريخ إنتاجها، وفقا لمغلف المنتج إذا حفظت في الثلاجة يمكن أن يتضاعف عمر المنتج إلى ثلاثة اضعاف عمرها الحقيقي.

## تاريخ
جرى تطوير فكرة سوغورو بواسطة جين ني غولخينتي (Jane Ní Dhulchaointigh) وهي من كيلكيني، أيرلندا. درست جين تصميم المنتجات كطالبة بحوث للدراسات العليا في الكلية الملكية للفن. جين تخيلت فكرة المنتج في عام 2013 أثناء استخدامها لخليط من مادة السيليكون القياسية المانعة للتسرب وبرادة الخشب في عملها.
بعد تلقيها منحة العمل، عملت جين مع علماء متقاعدين من (داو كورنينج) وخبراء سليكون على مدى سبع سنوات في قسم المواد في كوين ماري، جامعة لندن، لتطوير سليكون المطاط الصناعي القابلة للتشكيل، ذاتية اللصق، ومعالجة ذاتية.
كان هدفها هو تمكين الناس ""بسهولة وكلفة معقولة لإصلاح أو تحسين أو تخصيص الأشياء التي يمتلكونها.
جرى تطوير sugru وتسويقه من قبل FormFormForm وهي شركة في هاكني، لندن، لها أكثر من 100,000 من العملاء اعتبارا من عام 2012، ومبيعات سنوية قدرها 2000,000 $، وبلغ عدد موظفيها 30.
في مايو 2015، أطلقت الشركة حملة لجمع 1000,000 £ على موقع التمويل الجماعي CrowdCube. وصلت الشركة هدفها التمويلي إلى 1000,000£ خلال أربعة أيام فقط، واستمرت إلى رفع ما يزيد على 3 ملايين £.
اسم Sugru مستمد من كلمة اللغة الايرلندية "súgradh" ل «لعب».

## المركب الكيميائي
سوغورو يحتوي على 30%(polysiloxane) و20% "تالك"، والإضافات المتبقية تتضمن: methyltris (methylethylketoxime) silane, γ-aminopropyltriethoxysilane وdilaurate ثلاثي بوتيل القصدير. وتزعم الشركة على أن صيغتها الكيميائية يمكنها تقديم مستويات مختلفة من التماسك، اللدانة، النعومة، المرونة (قدرة على الرجوع إلى حالتها الأصلية)، التصاقها بالأسطح، مقاومة للخدش، الكثافة، وقابلية الطفو.
وتزعم الشركة أن Sugru تصنف طبقا للوائح الصحة والسلامة في الاتحاد الأوروبي بأنها «ليست خطيرة»، ولكنها قد تسبب حساسية للجلد قبل تشكيلها.